# Récourt (Pas-de-Calais)
Pour les articles homonymes, voir Récourt.
Récourt est une commune française située dans le département du Pas-de-Calais en région Hauts-de-France. Ses habitants sont appelés les Récourtois. La commune est membre de la communauté de communes Osartis Marquion.

## Géographie

### Localisation
Localisée dans le sud-est du département du Pas-de-Calais et limitrophe du département du Nord, Récourt est une commune rurale située, à vol d'oiseau, à 8 km au sud-est de la commune de Vitry-en-Artois, à 13 km au sud de la commune de Douai (aire d'attraction) et à 18 km au sud-est de la commune d’Arras (chef-lieu d'arrondissement et préfecture du Pas-de-Calais).
Le territoire de la commune est limitrophe de ceux de quatre communes, dont une, Lécluse, dans le département du Nord.
Les communes limitrophes sont Lécluse, Dury, Écourt-Saint-Quentin et Saudemont.

### Géologie et relief
La superficie de la commune est de 3,33 km2 ; son altitude varie de 43  à   74 m.

### Hydrographie
La commune, située dans le bassin Artois-Picardie, n'est drainée par aucun cours d'eau,,.

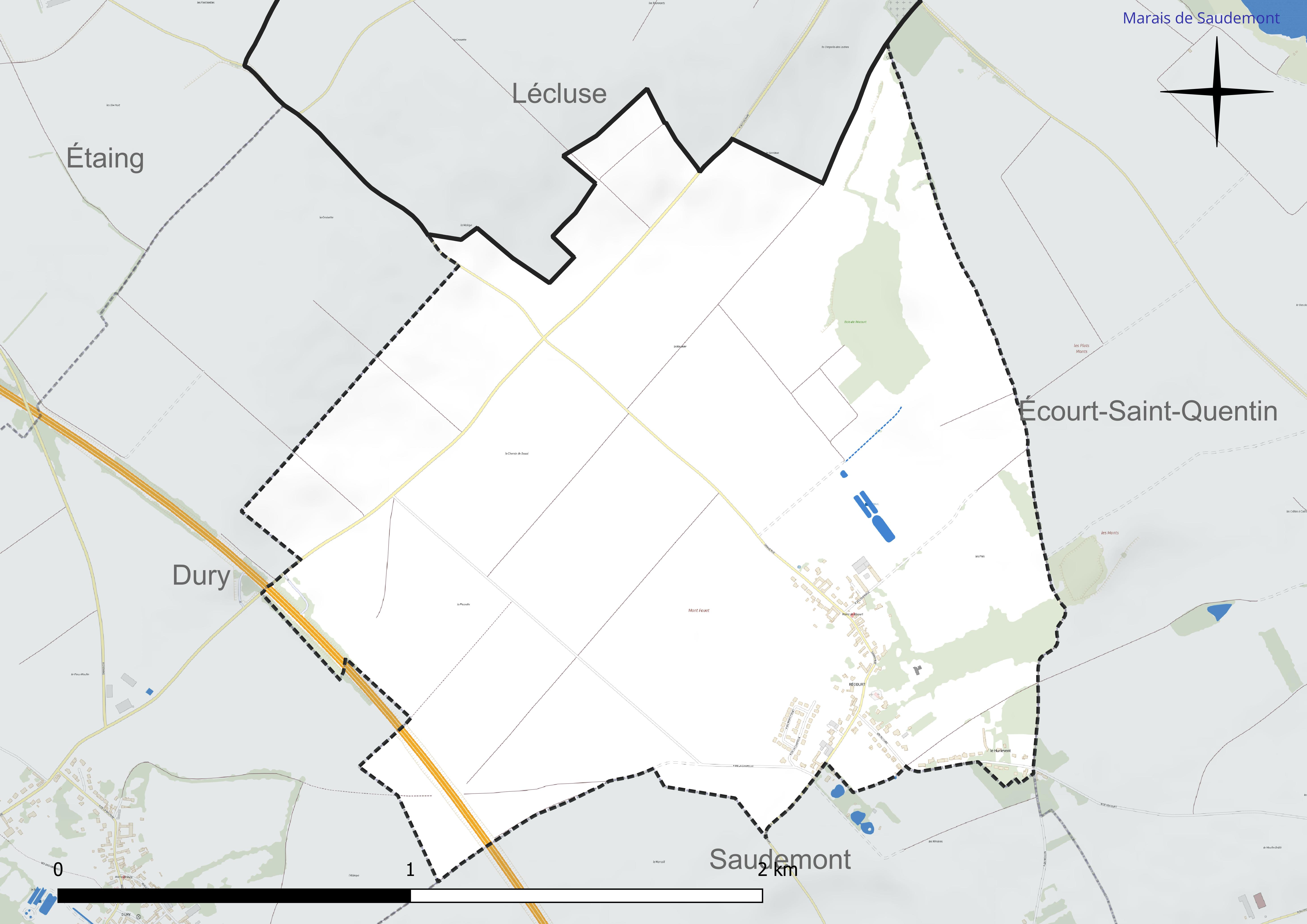
Réseau hydrographique de Récourt.

### Climat
Pour des articles plus généraux, voir Climat des Hauts-de-France et Climat du Nord-Pas-de-Calais.
En 2010, le climat de la commune est de type climat océanique dégradé des plaines du Centre et du Nord, selon une étude du CNRS s'appuyant sur une série de données couvrant la période 1971-2000. En 2020, Météo-France publie une typologie des climats de la France métropolitaine dans laquelle la commune est exposée à un climat océanique et est dans la région climatique Nord-est du bassin Parisien, caractérisée par un ensoleillement médiocre, une pluviométrie moyenne régulièrement répartie au cours de l'année et un hiver froid (3 °C).
Pour la période 1971-2000, la température annuelle moyenne est de 10,4 °C, avec une amplitude thermique annuelle de 14,6 °C. Le cumul annuel moyen de précipitations est de 701 mm, avec 11,3 jours de précipitations en janvier et 8,9 jours en juillet. Pour la période 1991-2020, la température moyenne annuelle observée sur la station météorologique la plus proche, située sur la commune d'Épinoy à 9 km à vol d'oiseau, est de 10,9 °C et le cumul annuel moyen de précipitations est de 702,9 mm,. Pour l'avenir, les paramètres climatiques de la commune estimés pour 2050 selon différents scénarios d'émission de gaz à effet de serre sont consultables sur un site dédié publié par Météo-France en novembre 2022.

### Milieux naturels et biodiversité

#### Zone naturelle d'intérêt écologique, faunistique et floristique
L'inventaire des zones naturelles d'intérêt écologique, faunistique et floristique (ZNIEFF) a pour objectif de réaliser une couverture des zones les plus intéressantes sur le plan écologique, essentiellement dans la perspective d'améliorer la connaissance du patrimoine naturel national et de fournir aux différents décideurs un outil d'aide à la prise en compte de l'environnement dans l'aménagement du territoire.
Le territoire communal comprend une ZNIEFF de type 1 : le bois de Récourt, d'une superficie de 11 ha et d'une altitude variant de 45  à   60 mètres. Cette ZNIEFF est constituée d'un petit bois situé en plein cœur de la plaine du bas-Cambrésis et de Gohelle.

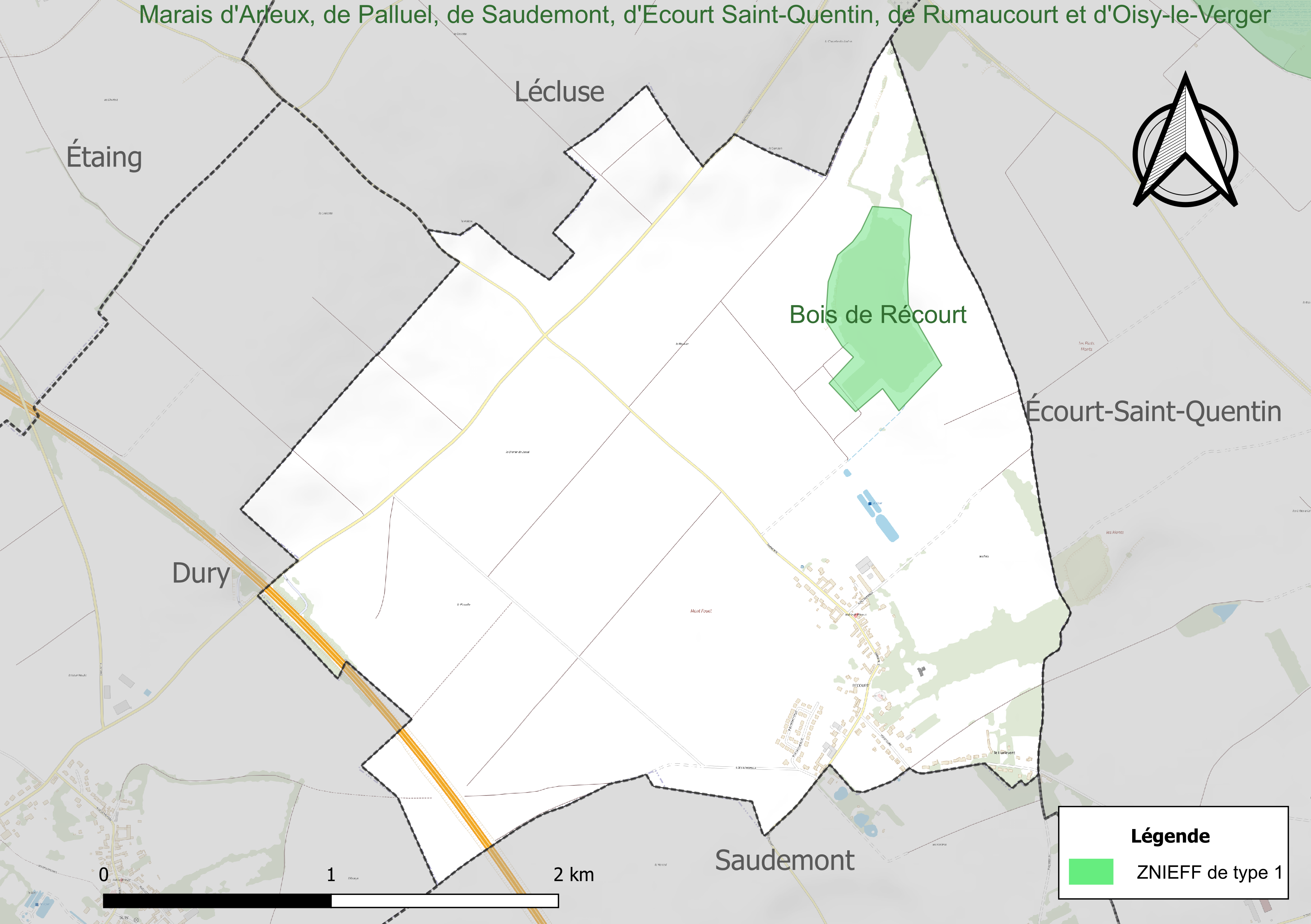
Carte de la ZNIEFF sur la commune.

#### Espèces faunistiques et floristiques
L’Inventaire national du patrimoine naturel (INPN) recense plusieurs espèces faunistiques et floristiques sur le territoire de la commune dont certaines sont protégées et d’autres menacées et quasi-menacées.

## Urbanisme

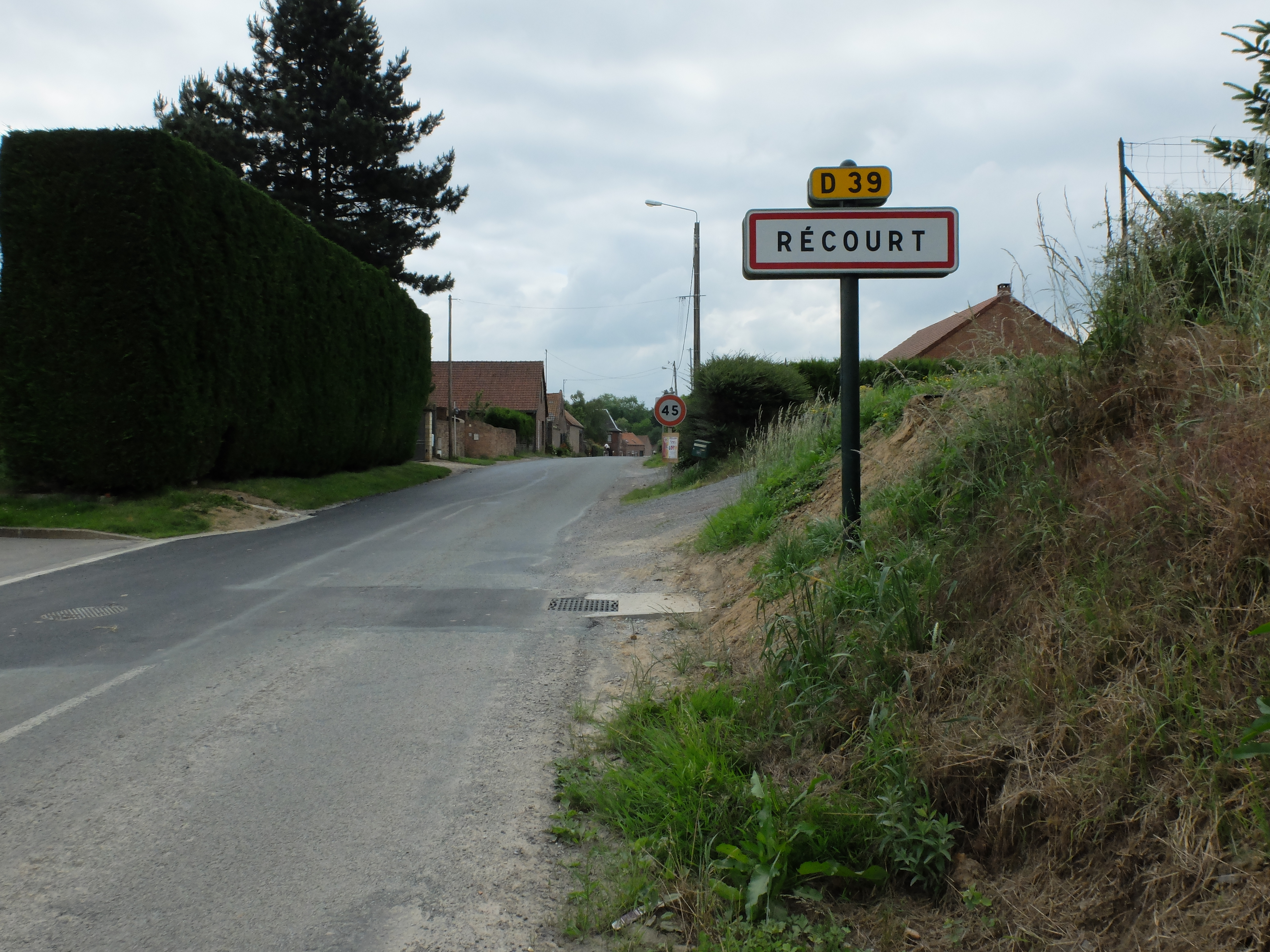
Une entrée de la commune.

### Typologie
Au 1er janvier 2024, Récourt est catégorisée commune rurale à habitat dispersé, selon la nouvelle grille communale de densité à sept niveaux définie par l'Insee en 2022.
Elle est située hors unité urbaine. Par ailleurs la commune fait partie de l'aire d'attraction de Douai, dont elle est une commune de la couronne,. Cette aire, qui regroupe 61 communes, est catégorisée dans les aires de 50 000 à moins de 200 000 habitants,.

### Occupation des sols
L'occupation des sols de la commune, telle qu'elle ressort de la base de données européenne d'occupation biophysique des sols Corine Land Cover (CLC), est marquée par l'importance des territoires agricoles (100 % en 2018), une proportion identique à celle de 1990 (100 %). La répartition détaillée en 2018 est la suivante : 
terres arables (88,2 %), zones agricoles hétérogènes (11,8 %). L'évolution de l'occupation des sols de la commune et de ses infrastructures peut être observée sur les différentes représentations cartographiques du territoire : la carte de Cassini (XVIIIe siècle), la carte d'état-major (1820-1866) et les cartes ou photos aériennes de l'IGN pour la période actuelle (1950 à aujourd'hui).

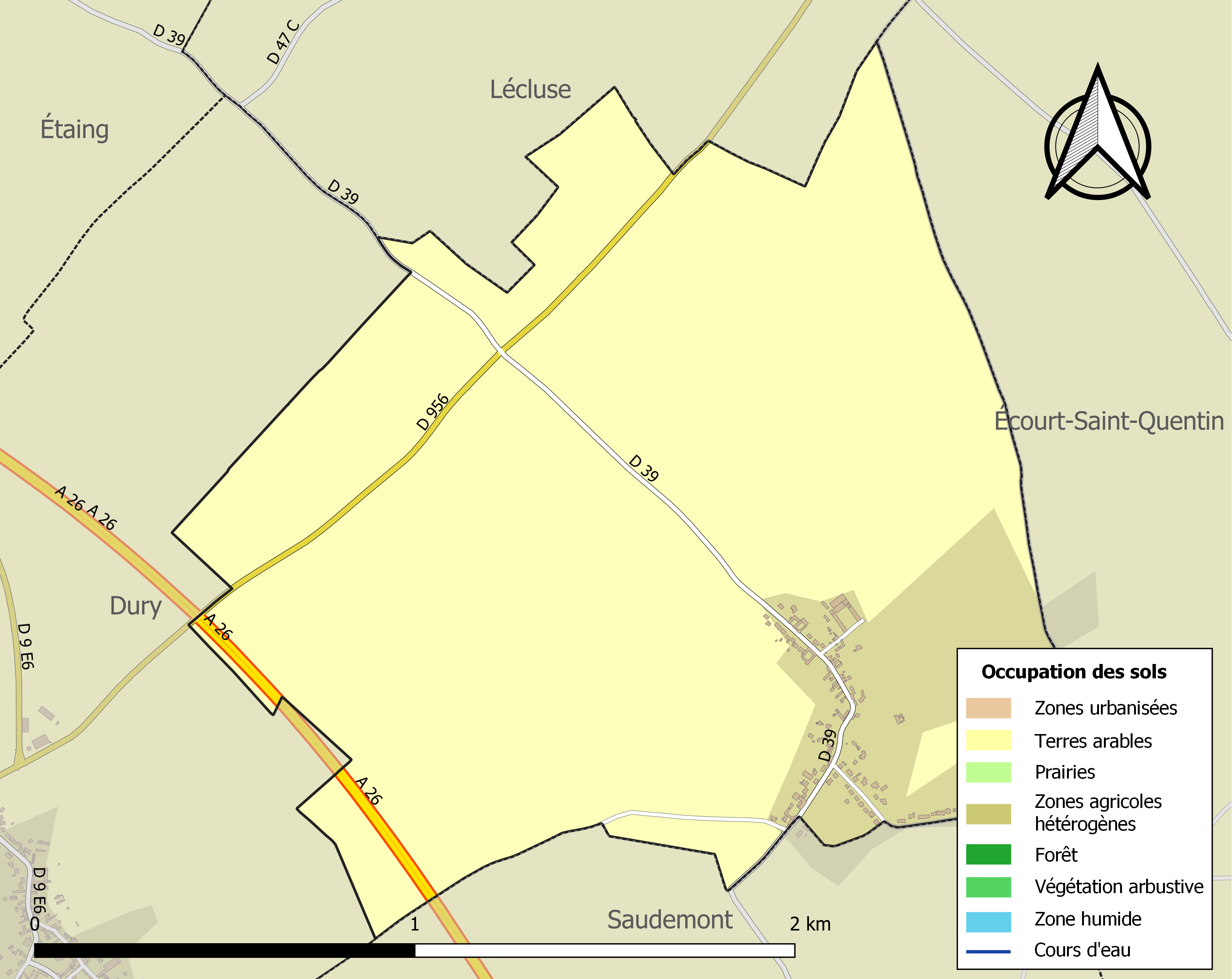
Carte des infrastructures et de l'occupation des sols de la commune en 2018 (CLC).

## Toponymie
Le nom de la localité est attesté sous les formes Rahericurtis en 1104 ; Reicort en 1201 ; Roecort en 1226 ; Reecourt, Raencort en 1246 ; Raycourt en 1289 ; Raicourt en 1293 ; Raiccourt en 1297 ; Raiencourt vers 1304 ; Rayecourt en 1337 ; Roecourt en 1361 ; Racourt au XVe siècle ; Recourt le petit en 1774 ; Recourt ou Petit Recourt au XVIIIe siècle ; Récourt en 1793 ; Recourt et Récourt depuis 1801.

## Histoire
Nom de domaine mérovingien, attesté sous la forme latinisée Rahericurtis en 1104, suffixe -court, précédé du nom de personne germanique Radhari. Homonymie avec Rarécourt, par contre homophonie fortuite avec Récourt (Haute-Marne).
Gérard de Recourt combat et trouve la mort lors de la bataille d'Azincourt en 1415.
Michel sire de Recourt, lieutenant général des armées du roi Phillippe de Valois.
Jean de Recourt, chambellan du roi Philippe II d'Espagne ; fut inhumé en 1541 à l'abbaye des Dames de Beaumont (Valenciennes).
D'après l'historien français Auguste de Loisne : « Récourt, en 1789, faisait partie de la gouvernance d’Arras et suivait la coutume d’Artois. Son église paroissiale, diocèse d'Arras, doyenné de Douay, district de Marchiennes, était consacrée à saint Amand ; l’abbé de Saint-Amand présentait à la cure. »

### Première Guerre mondiale
La commune est décorée de la croix de guerre 1914-1918 par décret du 23 septembre 1920, distinction également attribuée à 276 autres communes du Pas-de-Calais.

## Politique et administration

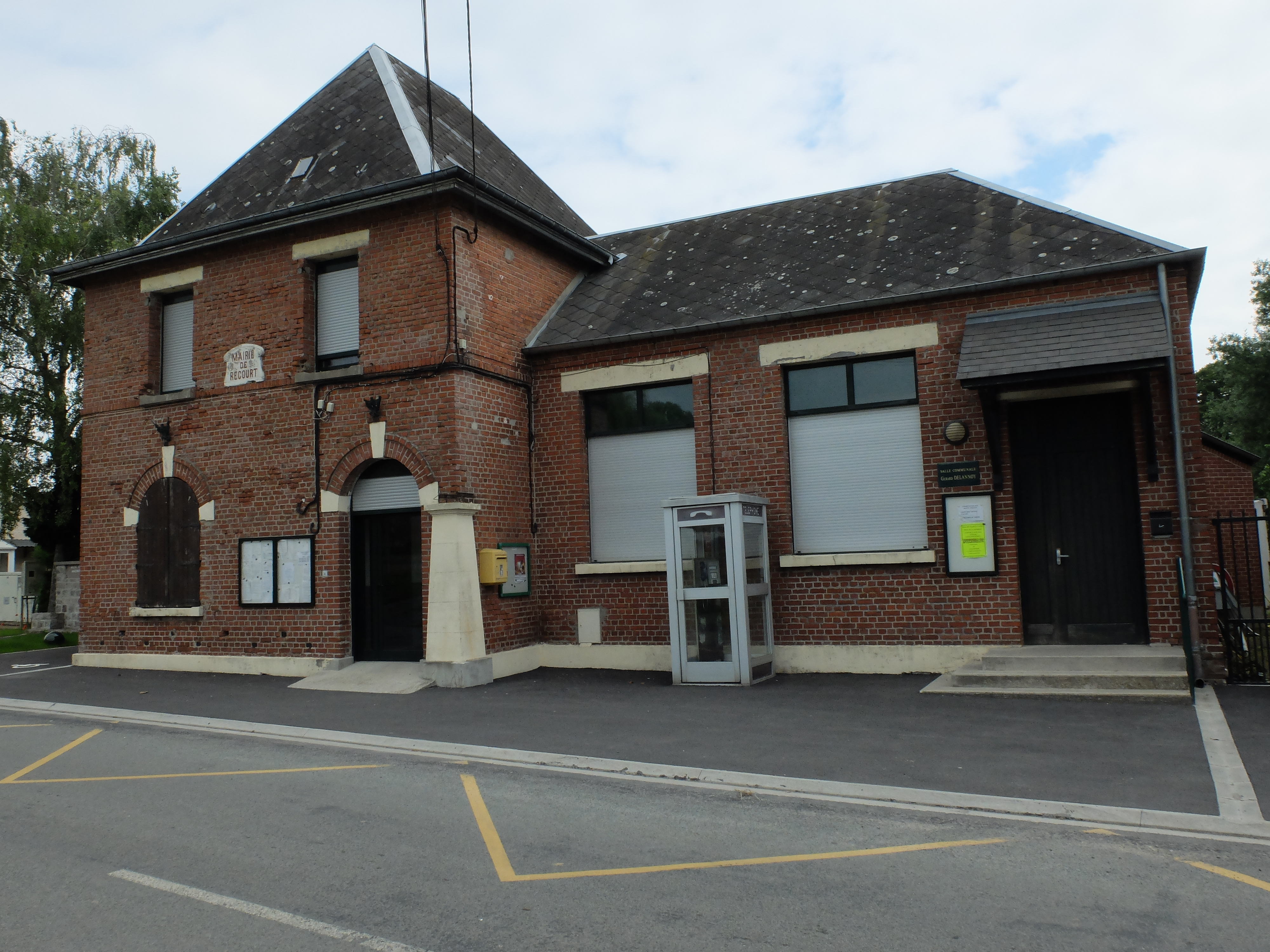
La mairie.

### Découpage territorial
La commune se trouve dans l'arrondissement d'Arras du département du Pas-de-Calais.

#### Commune et intercommunalités
La commune est membre de la communauté de communes Osartis Marquion qui regroupe 49 communes et totalise 42 651 habitants en 2021.

#### Circonscriptions administratives
La commune est rattachée au canton de Brebières.

#### Circonscriptions électorales
Pour l'élection des députés, la commune fait partie de la première circonscription du Pas-de-Calais.

### Élections municipales et communautaires

#### Liste des maires
| Période                                  | Période                    | Identité         | Étiquette | Qualité                                                           |
| ---------------------------------------- | -------------------------- | ---------------- | --------- | ----------------------------------------------------------------- |
| Les données manquantes sont à compléter. |                            |                  |           |                                                                   |
| 1995                                     | 2020                       | Rodrigue Mroz    |           | Retraité de l'Éducation nationale Réélu pour le mandat 2014-2020, |
| 24 mai 2020                              | En cours (au 3 avril 2022) | Danièle Delannoy |           | Cadre de la fonction publique,                                    |

## Population et société

### Démographie
Les habitants sont appelés les Récourtois.

#### Évolution démographique
L'évolution du nombre d'habitants est connue à travers les recensements de la population effectués dans la commune depuis 1793. Pour les communes de moins de 10 000 habitants, une enquête de recensement portant sur toute la population est réalisée tous les cinq ans, les populations de référence des années intermédiaires étant quant à elles estimées par interpolation ou extrapolation. Pour la commune, le premier recensement exhaustif entrant dans le cadre du nouveau dispositif a été réalisé en 2007.

En 2022, la commune comptait 295 habitants, en évolution de +36,57 % par rapport à 2016 (Pas-de-Calais : −0,72 %, France hors Mayotte : +2,11 %).
| 1793 | 1800 | 1806 | 1821 | 1831 | 1836 | 1841 | 1846 | 1851 |
| ---- | ---- | ---- | ---- | ---- | ---- | ---- | ---- | ---- |
| 171  | 168  | 222  | 257  | 256  | 248  | 213  | 204  | 212  |

| 1856 | 1861 | 1866 | 1872 | 1876 | 1881 | 1886 | 1891 | 1896 |
| ---- | ---- | ---- | ---- | ---- | ---- | ---- | ---- | ---- |
| 191  | 206  | 205  | 183  | 153  | 148  | 149  | 138  | 145  |

| 1901 | 1906 | 1911 | 1921 | 1926 | 1931 | 1936 | 1946 | 1954 |
| ---- | ---- | ---- | ---- | ---- | ---- | ---- | ---- | ---- |
| 143  | 130  | 115  | 102  | 106  | 111  | 98   | 96   | 100  |

| 1962 | 1968 | 1975 | 1982 | 1990 | 1999 | 2006 | 2007 | 2012 |
| ---- | ---- | ---- | ---- | ---- | ---- | ---- | ---- | ---- |
| 105  | 103  | 82   | 101  | 199  | 221  | 230  | 231  | 231  |

| 2017 | 2022 | - | - | - | - | - | - | - |
| ---- | ---- | - | - | - | - | - | - | - |
| 211  | 295  | - | - | - | - | - | - | - |

#### Pyramide des âges
En 2018, le taux de personnes d'un âge inférieur à 30 ans s'élève à 34,1 %, soit en dessous de la moyenne départementale (36,7 %). De même, le taux de personnes d'âge supérieur à 60 ans est de 21,8 % la même année, alors qu'il est de 24,9 % au niveau départemental.
En 2018, la commune comptait 101 hommes pour 108 femmes, soit un taux de 51,67 % de femmes, légèrement supérieur au taux départemental (51,50 %).
Les pyramides des âges de la commune et du département s'établissent comme suit.
| Hommes | Classe d’âge | Femmes |
| ------ | ------------ | ------ |
| 0,0    | 90 ou +      | 1,8    |
| 3,9    | 75-89 ans    | 1,8    |
| 22,5   | 60-74 ans    | 13,8   |
| 19,6   | 45-59 ans    | 25,7   |
| 22,5   | 30-44 ans    | 20,2   |
| 10,8   | 15-29 ans    | 10,1   |
| 20,6   | 0-14 ans     | 26,6   |

| Hommes | Classe d’âge | Femmes |
| ------ | ------------ | ------ |
| 0,5    | 90 ou +      | 1,6    |
| 5,6    | 75-89 ans    | 8,9    |
| 16,7   | 60-74 ans    | 18,1   |
| 20,2   | 45-59 ans    | 19,2   |
| 18,9   | 30-44 ans    | 18,1   |
| 18,2   | 15-29 ans    | 16,2   |
| 19,9   | 0-14 ans     | 17,9   |

## Culture locale et patrimoine

### Lieux et monuments
- L'église Notre-Dame. Elle est construite au XVIIe siècle (1613). Ses fonts baptismaux en grès et bois datent de 1537[31].
- Le muret, qui fait office de monument aux morts, sur lequel est apposée une plaque en bronze avec les morts pour la France de la commune[32].

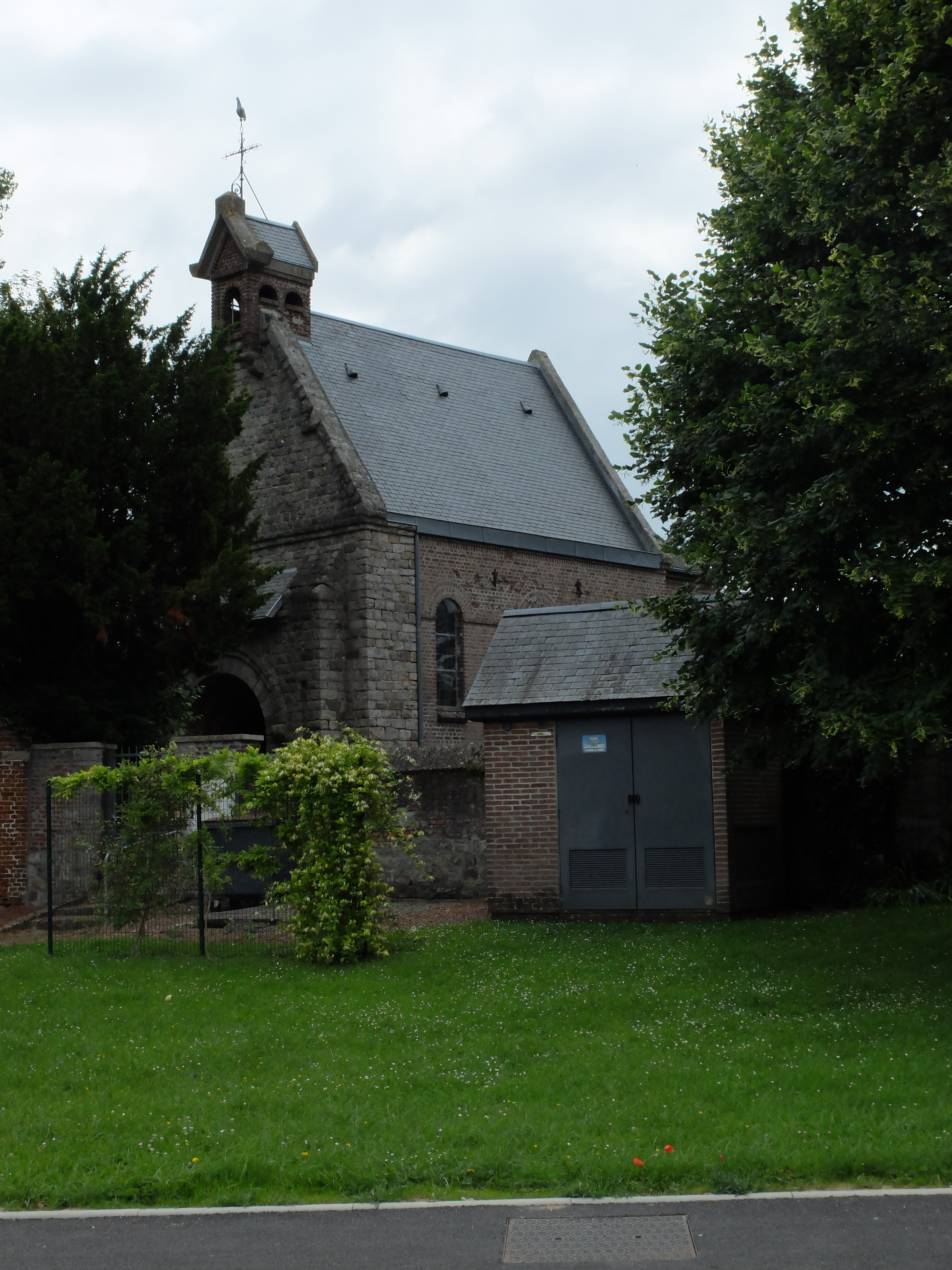
L'église.
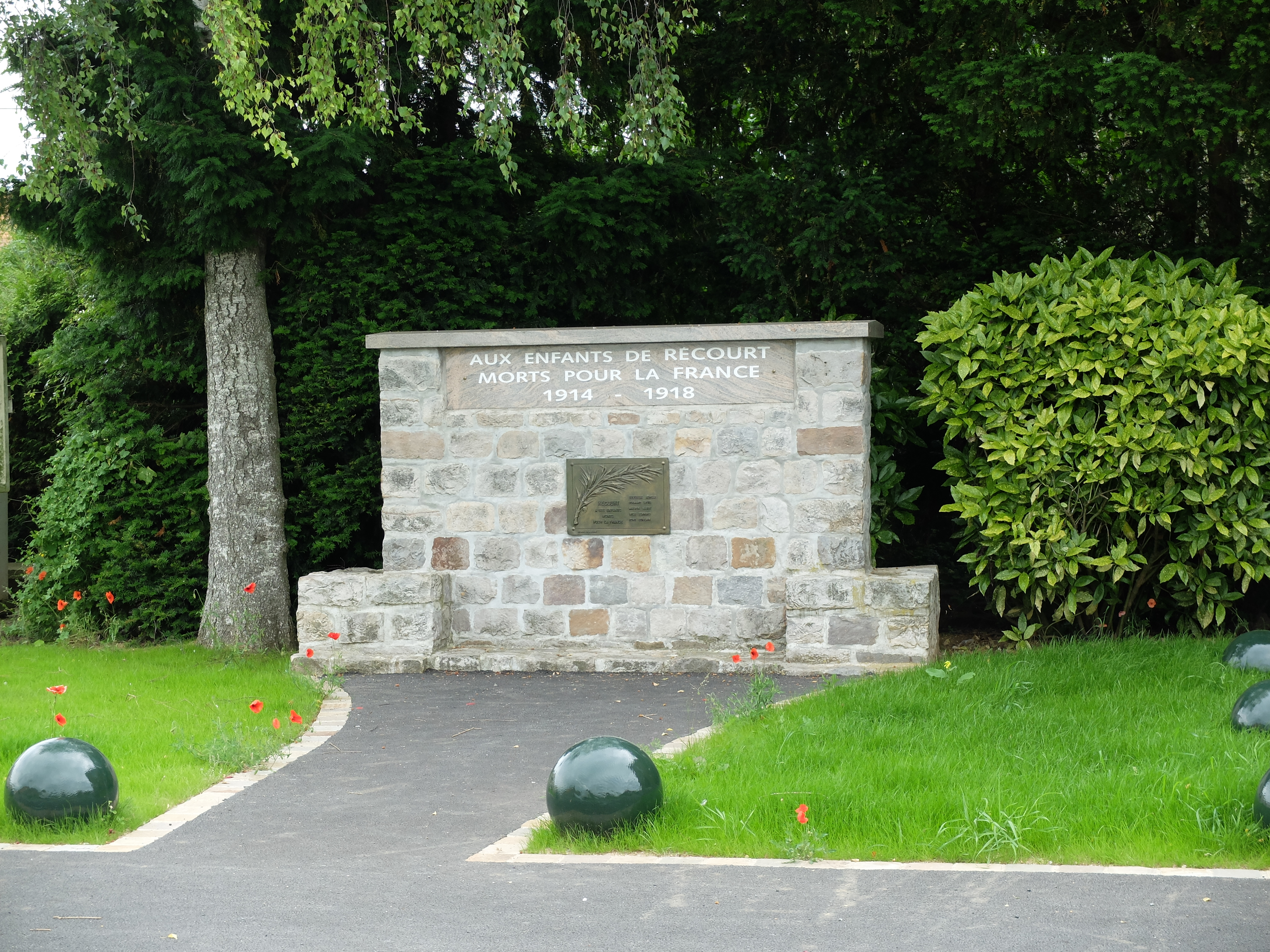
Le monument aux morts.

### Héraldique
| Blason de Récourt | Blason  | De gueules à trois bandes de vair; au chef d'or plain. Ornements extérieursCroix de guerre 1914-1918 |
| Blason de Récourt | Détails | Le statut officiel du blason reste à déterminer.                                                     |

## Pour approfondir

#### Bases de données, dictionnaires et encyclopédies
- Ressources relatives à la géographie :   - Insee (communes)
  - Ldh/EHESS/Cassini
- Ressource relative à plusieurs domaines :   - Annuaire du service public français